# Erebia brigobanna
Erebia brigobanna är en fjärilsart som beskrevs av Hans Fruhstorfer 1917. Erebia brigobanna ingår i släktet Erebia och familjen praktfjärilar. Inga underarter finns listade i Catalogue of Life.